# Coupe du monde de ski de vitesse 2022
Navigation
2021 2023
La Coupe du monde de ski de vitesse 2022 se déroule du 1er février 2022 à Vars (France) au 2 avril 2022 à Grandvalira (Andorre). La compétition est mise en place par la Fédération internationale de ski (FIS) lors de laquelle 8 épreuves programmées, masculines comme féminines, déterminent le vainqueur du globe de cristal (récompense décernée au vainqueur).
Chez les hommes, la compétition est très disputée avec quatre vainqueurs en sept courses. L'italien Simone Origone s'impose par 3 fois, et ajoute une 13e coupe du monde à son incroyable palmarès. Le tenant du titre Simon Billy termine deuxième à un souffle du vainqueur. Tout s'est joué dans la 7e épreuve où Simone Origone l'emporte sur Simon Billy avec une infime différence de 0,08 km/h. La 8e et dernière épreuve prévue est annulée. Bastien Montès complète le podium, très près des 2 premiers.
Chez les dames, l'italienne Valentina Greggio gagne les sept épreuves et remporte le globe. La tenante du titre Britta Backlund termine à la deuxième place, et Cléa Martinez complète le podium.

## Programme de la saison
8 épreuves sont programmées au départ pour les hommes comme pour les dames, dans 4 stations situées dans 4 pays européens différents.
| \| Vars Salla Idre Fjäll Grandvalira \| Les sites des compétitions |
| Vars Salla Idre Fjäll Grandvalira                                  |

## Classement général
| Rang | Nom              | Points |
| ---- | ---------------- | ------ |
| 1er  | Simone Origone   | 532    |
| 2e   | Simon Billy      | 520    |
| 3e   | Bastien Montès   | 481    |
| 4e   | Radim Palan      | 287    |
| 5e   | Ugo Portal       | 286    |
| 6e   | Carl Ribbegardh  | 205    |
| 7e   | Jimmy Montès     | 193    |
| 8e   | Erik Backlund    | 171    |
| 9e   | Ricardo Adarraga | 151    |
| 10e  | Ivan Origone     | 150    |

| Rang | Nom                 | Points |
| ---- | ------------------- | ------ |
| 1re  | Valentina Greggio   | 700    |
| 2e   | Britta Backlund     | 530    |
| 3e   | Cléa Martinez       | 425    |
| 4e   | Eira Dougherty      | 201    |
| 5e   | Lisa Fournet-Fayard | 200    |
| 6e   | Hanna Matslofva     | 165    |
| 7e   | Mathilda Persson    | 145    |
| 8e   | Martina Foldynova   | 121    |
| 9e   | Josefiia Heikkilä   | 85     |

## Calendrier

### Hommes
| Date            | Lieu                  | Vainqueur | Vitesse vainqueur | Deuxième | Troisième |
| 2 février 2022  | Vars                  | Épreuves annulées en raison des difficultés d'accès à l'aire de départ Reportées le 10 mars à Idre Fjäll et le 31 mars à Grandvalira | Épreuves annulées en raison des difficultés d'accès à l'aire de départ Reportées le 10 mars à Idre Fjäll et le 31 mars à Grandvalira | Épreuves annulées en raison des difficultés d'accès à l'aire de départ Reportées le 10 mars à Idre Fjäll et le 31 mars à Grandvalira | Épreuves annulées en raison des difficultés d'accès à l'aire de départ Reportées le 10 mars à Idre Fjäll et le 31 mars à Grandvalira |
| 3 février 2022  | Vars                  | Épreuves annulées en raison des difficultés d'accès à l'aire de départ Reportées le 10 mars à Idre Fjäll et le 31 mars à Grandvalira | Épreuves annulées en raison des difficultés d'accès à l'aire de départ Reportées le 10 mars à Idre Fjäll et le 31 mars à Grandvalira | Épreuves annulées en raison des difficultés d'accès à l'aire de départ Reportées le 10 mars à Idre Fjäll et le 31 mars à Grandvalira | Épreuves annulées en raison des difficultés d'accès à l'aire de départ Reportées le 10 mars à Idre Fjäll et le 31 mars à Grandvalira |
| 11 février 2022 | Salla                 | Simone Origone | 161,20 km/h | Bastien Montès | Ugo Portal |
| 12 février 2022 | Salla                 | Simone Origone | 166,85 km/h | Simon Billy | Bastien Montès |
| 10 mars 2022    | Idre Fjäll            | Simon Billy | 180,65 km/h | Bastien Montès | Simone Origone |
| 11 mars 2022    | Idre Fjäll            | Simon Billy | 179,79 km/h | Bastien Montès | Radim Palan |
| 12 mars 2022    | Idre Fjäll            | Bastien Montès | 181,88 km/h | Simone Origone | Simon Billy |
| 31 mars 2022    | Grandvalira/Grau Roig | Ivan Origone | 157,22 km/h | Simon Billy | Simone Origone |
| 1er avril 2022  | Grandvalira/Grau Roig | Simone Origone | 156,88 km/h | Klaus Schrottshammer | Simon Billy |
| 2 avril 2022    | Grandvalira/Grau Roig | Épreuve annulée en raison de la météo                                                                                                | Épreuve annulée en raison de la météo                                                                                                | Épreuve annulée en raison de la météo                                                                                                | Épreuve annulée en raison de la météo                                                                                                |

### Femmes
| Date            | Lieu                  | Vainqueur | Vitesse vainqueur | Deuxième | Troisième |
| 2 février 2022  | Vars                  | Épreuves annulées en raison des difficultés d'accès à l'aire de départ Reportées le 10 mars à Idre Fjäll et le 31 mars à Grandvalira | Épreuves annulées en raison des difficultés d'accès à l'aire de départ Reportées le 10 mars à Idre Fjäll et le 31 mars à Grandvalira | Épreuves annulées en raison des difficultés d'accès à l'aire de départ Reportées le 10 mars à Idre Fjäll et le 31 mars à Grandvalira | Épreuves annulées en raison des difficultés d'accès à l'aire de départ Reportées le 10 mars à Idre Fjäll et le 31 mars à Grandvalira |
| 3 février 2022  | Vars                  | Épreuves annulées en raison des difficultés d'accès à l'aire de départ Reportées le 10 mars à Idre Fjäll et le 31 mars à Grandvalira | Épreuves annulées en raison des difficultés d'accès à l'aire de départ Reportées le 10 mars à Idre Fjäll et le 31 mars à Grandvalira | Épreuves annulées en raison des difficultés d'accès à l'aire de départ Reportées le 10 mars à Idre Fjäll et le 31 mars à Grandvalira | Épreuves annulées en raison des difficultés d'accès à l'aire de départ Reportées le 10 mars à Idre Fjäll et le 31 mars à Grandvalira |
| 11 février 2022 | Salla                 | Valentina Greggio | 163,28 km/h | Britta Backlund | Cléa Martinez |
| 12 février 2022 | Salla                 | Valentina Greggio | 163,02 km/h | Britta Backlund | Cléa Martinez |
| 10 mars 2022    | Idre Fjäll            | Valentina Greggio | 175,36 km/h | Cléa Martinez | Hanna Matslofva |
| 11 mars 2022    | Idre Fjäll            | Valentina Greggio | 172,44 km/h | Britta Backlund | Cléa Martinez |
| 12 mars 2022    | Idre Fjäll            | Valentina Greggio | 177,71 km/h | Britta Backlund | Hanna Matslofva |
| 31 mars 2022    | Grandvalira/Grau Roig | Valentina Greggio | 154,96 km/h | Britta Backlund | Cléa Martinez |
| 1er avril 2022  | Grandvalira/Grau Roig | Valentina Greggio | 154,00 km/h | Britta Backlund | Cléa Martinez |
| 2 avril 2022    | Grandvalira/Grau Roig | Épreuve annulée en raison de la météo                                                                                                | Épreuve annulée en raison de la météo                                                                                                | Épreuve annulée en raison de la météo                                                                                                | Épreuve annulée en raison de la météo                                                                                                |